# Дмитро Куровський
Дмитро Куровський (нар. 13 січня 1971 року, м. Чернігів) — український музикант і художник, засновник групи Фоа Хока.

## Біографія
Дмитро Куровський народився в 1971 році в Чернігові в сім'ї інженера та викладачки українського фольклору. Назвали хлопчика на честь діда, поета-дисидента, одного із засновників Чернігівського обласного відділення Спілки письменників УРСР Дмитра Мусійовича.
Дмитро рано проявив інтерес до музики і навчався грі на флейті в музичній школі. Пізніше Дмитро закінчив Харківську музичну десятирічку, а в 1994 році — факультет духових інструментів Харківського інституту мистецтв ім. І. П. Котляревського. Серед вчителів найбільше на Дмитра вплинув вчитель гармонії Юрій Львович Булгаков, який окрім викладання, приятелював з Дмитром і знайомив його з різними напрямками музики.
Під час навчання в інституті Дмитро познайомився з великою кількістю музикантів, з якими співпрацює донині. Серед найбільш яскравих зустрічей — Євген Ходош, Олександр Кохановський, Євген Ніколаєвський, а також журналіст і продюсер, засновник харківського творчого об'єднання «Новая Сцена» Сергій Мясоєдов.
Серед ранніх музичних орієнтирів Дмитра і його друзів була панк-рок музика, яку вони виконували у створених ще у школі панк-командах Гнида, Амёбы, Чічка-Дрічка, що відзначились відвертими антисистемними виступами (з піснями Гнида «У Кремлі всі кабани», «Жовта блювота — моя робота» і перформансами на кшталт ню-фотосесії під портретом Леніна тощо). Задокументованим в історії залишився яскравий номер Чічка-Дрічка «Повелитель бляха-мух», Гнида «Вріжу Дуба», випущений на німецькому компакт-диску «Underground from Ukraine! Новая Сцена. 14 bands from Kiev & Kharkov».
На цьому ж релізі також фігурує композиція «Коноплє ся зеленєють» — народна пісня в інді-фолк-рок обробці, записана на харківському радіо влітку 1991 року. Це була вже друга версія старовинної рекрутської пісні від Фоа Хока, яку записали Євген Ходош (мандоліна), Євген Ніколаєвський (ударні) та Дмитро Куровський (вокал, флейта). Саме ця версія потрапила до компіляції «Underground from Ukraine! Новая Сцена. 14 bands from Kiev & Kharkov», яку у 1993 році видав на компакт-диску відомий німецький лейбл What So Funny About Records. (Перша версія композиції Фоа Хока «Коноплє ся зеленєють» була записана Владиславом Діхтяренком та Куровським для альбому «Чіхуахуа»).
Також на початку 90-х Дмитро виступав як запрошений музикант (в якості флейтиста) на концертах харківського бенду «Ельза».
Під час навчання в інституті, приблизно з 1990 по кінець 1992 р., Куровський брав участь в екзотичному псевдо арт-рок проєкті «Казма-Казма» (засновник Євген Ходош). У цьому бенді Дмитро грав на флейті, з'являючись на сцені в ексцентричному гримі та костюмах. А також малював щити і плакати для оформлення концертів. Брав участь у записі альбому «Пляски трубадуров», який увійшов в топ-100 кращих альбомів підпільного року СРСР за 25 років.
У складі «Казма-Казма» Куровський протягом 1991 року подорожував музичними фестивалями до РСФСР: «Індюшата» в Твері, «Агасфер» в Москві, «Перекресток» в Саратові.
Надалі вподобання Куровського почали змінюватись у бік широкого спектру музичного авангарду. Він надихався психоделічною музикою, індастріалом, готикою, колдвейв, а також бендами з Латинської Америки та Азії. Перші психоделічні тексти почав створювати під впливом латиноамериканської літератури та українського фольклору, а також виступів Joy Division, Swans та Throbbing Gristle.

### Фоа Хока
На самому початку 1991 року Дмитро перебував на канікулах в рідному Чернігові, де разом із гітаристом Владиславом Діхтяренком взявся за створення нових композицій, які фіксувалися на бобінний магнітофон в однокімнатній квартирі матері Дмитра. Народилися десять композицій, створених на саморобній драм-установці, Куровський співав та грав на барабанах, Діхтяренко виконав партії на гітарі. Так у 1991 році був створений перший альбом «Чіхуахуа» з доволі жорстким індустріальним звучанням та україномовними текстами. У 1992 році побачив світ другий реліз бенду «Сумні та забуті пісні» із сильним акцентом на українську етніку.
Надалі в колекції Фоа Хока з'являються перші синтезатори: восьмибітний дитячий апарат Kamosonic F3A, синтезатор Форманта ЕМС-001, драм-машина Лель ПСР.
Назву новому гурту музиканти дали на честь рослини, яку віднайшов у полінезійських хащах Тур Хеєрдал, і мала позначити екзотичність майбутнього бенду у звучанні та творчих пошуках.
Організація перших концертів проводилася за підтримки харківської «Нової сцени», спершу в самому Харкові, надалі в столиці. В цей час згадки про незвичний український бенд поширились серед польських поціновувачів українського авангарду. З ідеєю професійного запису альбому у Варшаві до Фоа Хока звернувся Володимир Наконечний.
Перший виданий за кордоном альбом Фоа Хока із назвою «Музика без хазяїна» вийшов в 1994 році на касеті на польському лейблі «КОКА рекордз». Альбом здобув визнання на Заході, що посприяло організації першого європейського турне Фоа Хока до Польщі та Німеччини. У 1996 році на КОКА Рекордз виходить касета з альбомом Фоа Хока «Не-відомість», а у 1998 році побачив світ і компакт-диск.
Звучання Фоа Хока 90-х років базувалось на «музиці міста» — індустріальній поліфонії, поєднаній з емоційним співом та фольклорними традиціями. Дмитро Куровський, Влад Діхтяренко та Іван Москаленко (приєднався до Фоа Хока 1994 року) використовували шумові психоделічні ефекти, різноманітні сампли та восьмибітний «гіпнотичний» ритм-плейбек.

Від самого початку існування бенду слухачів дивувала сюрреалістична поезія Дмитра Куровського, виконана в манері шаманських мантр або первородних вигуків в якості емоційних акцентів та фонетичних рефлексій. Володимир Наконечний (співзасновник «КОКА») згадував про співпрацю з Дмитром Куровським:
…Найсильніше враження зробили продумана концепція і неврастенічний вокал, природно вписаний в ритмічно-музичну основу. Відчувалась харизма «майстра церемонії» Дмитра Куровського. Мене заскочила і його відвертість на етнічні інспірації, що почув із демо-записів. Консеквенцією захоплення була спеціально організована під бенд сесія в експериментальній студії Польського радіо у Варшаві…
1996 року Мясоєдов організував другий тур Фоа Хока до Польщі та Німеччини. Пізніше було організовано великий концерт у Харкові, де брали участь легендарні Laibach. За тим співпраця Фоа Хока з «Новою сценою» завершилася. Альтернативою для Дмитра та Влада стала самоорганізована музична студія у чернігівській однокімнатній панельній висотці по вул. Бєлова, назву якій придумав Іван Москаленко — «Midi Free studio».

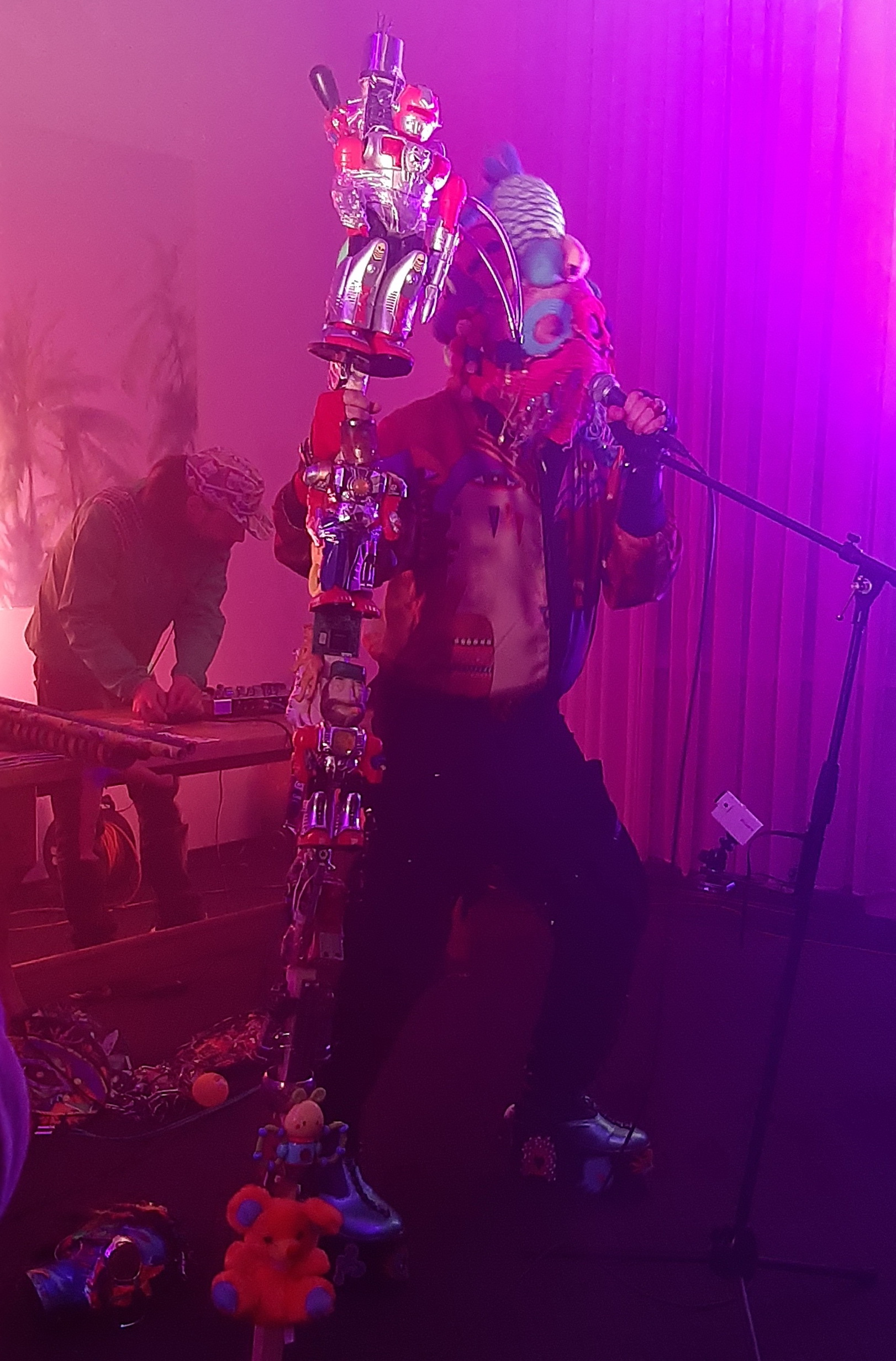
Фоа Хока (на фото Дмитро Куровський (у сценічному костюмі) та Сергій Дубровський) на фестивалі «Перезавантаження» у Чернігові (15 травня 2021 р.)

З 1997 по 2000 рік в Midi Free studio були створені релізи: «Сезон Гуманізму», «Ви Забули Компас». За кілька років у Midi Free studio було зібрано колекцію музичної електроапаратури і бібліотеку авторських самплів, які використовувалися, окрім Фоа Хока, для багатьох проєктів.
Також на той час Дмитро Куровський також працював завідуючим музичною частиною в Чернігівському Молодіжному театрі, з 1996 року став артистом оркестру в Чернігівському музично-драматичному театрі ім. Т. Г. Шевченка.
1998 року вийшов перший експериментальний реліз «ФОН» — ембієнтний магнітоальбом Фоа Хока, записаний у Чернігові на аналогових синтезаторах Дмитром Куровським та Владиславом Діхтяренком. В томуж році в Києві видано збірку текстів пісень Куровського «Сомнамбулічний жук». Назву збірці дала одна з пісень Фоа Хока.
Влітку 2002 року вийшов важливий для історії Фоа Хока альбом «Індпошив», перший офіційно виданий на українському лейблі Sale Records. За словами Куровського альбом являє собою «модерністський реквієм за споживацьким суспільством». Матеріал для альбому «Індпошив» був записаний у Midi Free studio та у Києві за участі Олександра Кохановського. Більшість композицій з альбому «Індпошив» є інструментальними і швидше нагадують саундтреки до науково-фантастичних фільмів. Музичний оглядач Олександр Євтушенко в книзі «Україна IN ROCK» заніс альбом «Індпошив» до переліку дисків, які змінили обличчя української рок-музики.
За 2002—2009 роки творчий діапазон Midi Free studio значно розширився. До музичної діяльності додалися художні та фото-, відеоексперименти. В той час в Midi Free studio були створені пів-десятка альбомів та десятки композицій, реміксів, різних за стилістикою.
Наприкінці 2004 року Фоа Хока запросили виступити з концертом на віденському Serious Pop Summit. У залі віденської Академії образотворчих мистецтв відбулася імпровізована виставка Дмитра.

Фоа Хока — одна з перших українських груп, які почали активно гастролювати на Заході ще в дев'яностих. Проте Минуло тридцять років, але група і досі в певному андеграунді. Дмитро Куровський з цього приводу не засмучується. В ефірі передачі «Мохом проросло» на Urban Space Radio в бесіді з Олегом Гнатівим, Куровський відповів на питання щодо комерційної сторони розвитку: 
«Фоа Хока — це іронічна диверсія проти системної культури. Я спокійно почуваюсь без шоу-бізнесу, я займаюся улюбленою справою»
Нинішні Фоа Хока — дуже еклектичний продукт. Їх майже неможливо приєднати до якогось музичного стилю чи напрямку.

### Творчі колаборації
З 1997 р. розпочинається співпраця Фоа Хока з артоб'єднанням «Sampled Pictures». Спільний творчий доробок із Sampled Pictures (Олег Чорний, автор кліпів ВВ; Генадій Хмарук) налічує понад два десятки експериментальних відеокліпів, які були представлені на різних міжнародних фестивалях. Тоді ж розпочалася співпраця з київським музикантом Віктором Пушкарем. Робота над спільним музичним доробком велася як у Midi Free Studio в Чернігові, так і в київській студії В. Пушкаря «Eihwaz». В результаті цієї співпраці восени 1999 року з'явився альбом «Сезон Гуманізму», а наступного 2000 року — «Ви забули компас».
Куровський та Діхтяренко співпрацювали з українськими музикантами: Віктор Пушкар, Олександр Кохановський aka Pankifared, Іван Москаленко aka Dj Derbastler, Євген Коноваленко ака J Digger, Сергій Дубровський aka Dubmasta, Олексій Мікрюков aka King Imagine, Олександр Рітсланд aka KLP521 42inc, Данило Євстратенко aka Dj Danilkin, Наталія Барась, Євген Столбов, Ольга Соколенко, Кирило Мачинський, Юрій Гірчак, Стас Колотов, Денис Баль.
У 2001 році Дмитро переїхав до Києва, де познайомився з багатьма культурними діячами та музикантами. Тут відбулось знайомство із Сергієм Дубровським ака Dubmasta, який у 1999 році заснував лейбл SKP Records. Співпраця Фоа Хока із цим київським лейблом триває з 2003 року.
Влітку 2003 року відбувся виступ Фоа Хока на фестивалі Medusa у Польщі. Куровський на той час плідно співпрацював із одеськими музикантами електронщиками Максом Вега, Михайлом Крикаловим та гітаристом Денисом Балем. Врешті на фестивалі Medusa виступив дует у складі Куровського та Дениса Баля. Цей концерт Foa Hoka, за спогадами Дмитра, вразив європейську публіку.
На віденському Serious Pop Summit відбулися зустрічі Куровського із всесвітньовідомими діячами: Євген Гудзь (Gogol Bordello), берлінцями Gebruder Teichmann, Fuzzy Love, Leopold Hurt, Karl Kilian aka FM Zombiemaus та іншими. У залі віденської Academy of Fine Arts відбулася імпровізована виставка Дмитра.
Своєрідним підсумком початку нульових став реліз Фоа Хока «Worldwide Remixed». Цей подвійний компакт-диск видав український лейбл Sale Records у 2005 році. До першого диску увійшли ремікси музикантів з Одеси: Mextzina та Max Vega, з Києва: Dj Derbastler, Pankifared, Леонід Белей ака Leoveb, Dj Danilkin, Vzyal Soundsystem, Yozhyk, Dopes ov Air, з Берліна: Mamasweed, Gebruder Teichmann та Юрій Гуржі (RotFront, Mama Diaspora), з Відня: FM Zombiemaus, Dj Necto Lukas (Одеса — Москва). На цьому диску представлений широкий спектр музичних напрямків, від шансону та lo-fi до minimal techno, dub, abstract electronic.

Афіша фестивалю короткометражних фільмів в Бялостоку (Польща, 2010 р.) за участю Дмитра Куровського та його гурту Фоа Хока. Поєднання концертів, виставок та перфомансів стало характерною рисою творчості Куровського у другому десятилітті XXI ст.

До другого диску Фоа Хока «Worldwide Remixed» (SKP Records, 2006 р.) увійшли 7 відеокліпів київського творчого об'єднання Sampled Pictures (режисери Олег Чорний та Генадій Хмарук) із музикою Фоа Хока. Оформили цей подвійний компакт-диск дизайнери Сергій Дубровський та Олександр Духанін. На компакт-диску були представлені ауттейки музикантів з Києва, Берліна, Одеси та Відня.
У 2009 році був поновлений творчий союз Дмитра Куровського та Євгена Ходоша, до яких долучився саксофоніст і кларнетист Сергій Проценко. Розпочалася серія концертів Фоа Хока на польських фестивалях: "Krotkometrazowe Podroze Filmowe «Ukraina» (2010), Tranzyt Festival (2011), концерти Москві, Берліні та Києві. Музиканти займалися активною студійною діяльністю із відомим харківським музикантом та звукорежисером Сергієм Кондратьєвим (M'Art studio).
Під час гастролей Дмитро Куровський познайомився з багатьма іноземними музикантами та діячами культури, серед яких: художник та музикант — професор Mike Hentz, перкусіоніст — канадець Gordon W (учасник німецького бенду Fuzzy Love), берлінські музиканти Mamasweed, Die Haut, техно-виконавці Gebruder Teichmann, український емігрант в США Євген Гудзь, московські Ministry Ov Psycho, Юрій Гуржи — лідер берлінського проєкту Rotfront, музиканти Markscheider Kunst, Ленінград, АукцЫон… Усі ці знайомства надихали до створення нових робіт, а з деякими і колаборацій.
У січні 2012 року Дмитро познайомився в соцмережі Facebook із американською дизайнеркою Terri Kenyon, яка стала соратницею Фоа Хока на довгі роки, створює відеокліп «Filters» у 2015 році, бере участь у створенні обкладинки Фоа Хока «Centaurs Break Out» та цифрових візуальних робіт «Cleaning Disposition» (2014), «Conscious Movement» (2014 р.).
За словами Куровського, на його світогляд і творчість також вплинуло спілкування з такими особистостями як Юрко Іздрик, Сергій Братков, Ігор Гусєв, Мох Перкалаба, Кирило Проценко, Катерина Бочарова, Майк Хенц, концерти Жана Жака Перре (Jean Jacques Perrey), Kraftwerk, Dub Syndicate, Jimi Tenor, Afrika Bambaataa, Tricky, Gogol Bordello, знайомство в Берліні з Дженезіс Пі-Оррідж та Карстеном Гінсбергом — шефом берлінского журнала Babel.
Також наприкінці 2018 року Фоа Хока відзначили 20-річчя виходу в світ двох тематично пов'язаних альбомів «Fon» та «Fonogram» презентацією третьої частини цього циклу — мініальбому «Fonissimon».
Продовженням ремікс-альбому Фоа Хока Worldwide Remixed (2006 р.) став міжнародний ремікс альбом Flying Super Pension & Foa Hoka «Citius Altius Fortius Remixius», який побачив світ на лейблі SKP Records у листопаді 2018 року. Його створили чернігівський музикант Дмитро Сіліч (гурт «Flying Super Pension») та Дмитро Куровський. Із допомогою американки Terri Kenyon вдалося зібрати кошти в мережі Інтернет та залучити до співпраці берлінського звукоінженера Stefano Moretti (Clockbeat Studio), який долучився до фінального міксу композиції «Citius Altius Fortius». Презентація треку відбулася на Громадському радіо і привернула увагу слухачів та музикантів. Тому історія мала продовження у 2018 році, був створений міжнародний ремікс альбом «Citius Altius Fortius Remixius», на якому представлені треки музикантів з Барселони, Києва, Берліна, Тернополя, Одеси, Чернігова.
У травні 2019 року на лейблі SKP Records побачив світ альбом Foa Hoka Meets Cybermonk «Music Du Monde Fou» (Музика Божевільного Світу). Це результат дворічної кропіткої роботи молодого чернігівського мультиінструменталіста Михайла Худенка aka Cybermonk та Дмитра Куровського. Невпинний музичний процес у Midi Free Studio перетворився на десятки плідних сесій та джемів, з використанням нових електронних пристроїв, архівної сампл бази студії Midi Free та музичних розробок Фоа Хоки різних часів. До запису альбому було залучено кілька чернігівських та київських музикантів: етно-співачка Віра Ібрямова-Сиворакша, Анна Геллер, Валерія Матвієнко, Діма Сіліч із дуету «Flying Super Pension» та Сергія Дубровського ака Dubmasta.
Влітку 2019 року Дмитро Куровський знайомиться із чернігівським музикантом електронщиком, діджеєм та продюсером Олександром Козирем ака Sasha Crime. Робота над музичним матеріалом тривала майже рік. Залучалися все нові й нові музиканти: саксофоніст Юрій Тарасов, учасниця проєкту Pitch Patrol Anna Heller, художниця та поетка Таня Богуславська, актриса Ольга Куровська. Музиканти створили новий матеріал у своїх домашніх Midi Free та Drill Bits studio. Завершили роботу над міксом із саундінженером Андрієм Мойсеєнком у студії HiGain Records. Після плідної співпраці був створений танцювальний альбом Фоа Хока «Perpetual Approximation» (Вічне Наближення), котрий був виданий у жовтні 2020 року колумбійським лейблом Black Leather Records. Навесні 2020 року, у розпал карантину, з'явився кліп чернігівського режисера Віктора Онищенка на трек Ironic Distance.

### Візуальне мистецтво

Афіша до персональної виставки Дмитра Куровського в Арт-центрі «Дзига» (Львів, 2016 р.) із зображенням картини «Космічний самурай»

Інтерес Дмитра Куровського до малювання ще з дитинства був викликаний музикою. Слухаючи у 80-ті роки заборонені західні радіостанції, він познайомився з іншою культурою, захопився рок-музикою. Ці музичні враження Дмитро, тоді ще підліток, відображав на папері.
 Все почалось ще в дитинстві. Наприкінці 70-х мама привезла з Польщі фломастери. Я згадую стіл на кухні, де вечорами під радіохвилю закордонного «музона» на альбомних аркушах стали проявлятися дикі радісні персонажі. Спочатку солісти, а потім і «бенди-бренди» з гучними іменами: The Who, Адріано Челентано, Rockets, ABBA, Джонні Роттен, Stars on 45, The Beatles, Kiss… Однією з перших моїх робіт були ABBA, котрих я чомусь зобразив утрьох. Мене і досі питають: «А де Агнєта?».
Так виникла серія образів — реальних, а також і уявних рок-ідолів…
Це захоплення з роками тільки підсилювалося: концерти гурту Фоа Хока в Україні й за кордоном, знайомства з цікавими особистостями — музикантами, художниками, поетами — надихали на створення нових робіт, яких на сьогодні — більше двохсот.
Як художнику, Дмитру надала поштовх активна художня співпраця з Кирилом Проценком, спілкування із Максимом Мамсіковим, Олександром Другановим, Лілею Пустовіт, Олегом Соколовим, Олександром Верещаком та Миколою Трохом на початку 2000-х років.
Продовжувати художню діяльність Куровському порадив художник Сергій Ануфрієв, ознайомившись з малюнками Дмитра у 2002 році. У цьому ж році відбулись перші виставки Дмитра, а наступного року відбулась стихійна виставка на польському артфестивалі Medusa.
10 жовтня 2020 року у Чернігові в музеї сучасного мистецтва «Пласт Арт» відбулося відкриття 12-ї персональної виставки Дмитра Куровського «Утопія Братерства». Це великий артпроєкт, присвячений дійсності та людським почуттям, де усі різноманітні техніки і напрямки мистецтв послідовно поєднуються у квазітеатралізоване дійство. На вернісажі був представлений мультимедійний перформанс Фоа Хока у складі Куровського та Сергія Дубровського ака Dubmasta. Були презентовані нові композиції та синкретичне дійство у кращих традиціях психоделії, космічної опери, афрофутуризму й кінематографу. Під час експонування картин та інсталяцій Дмитро розгорнув театралізований перформанс в якому грає головну роль — Циклопа апокаліпсису. Перевтіленню сприяє реквізит, створений спеціально для шоу в співпраці з діячами чернігівського художнього підпілля: Сергій Тонканов, Артем Сиворакша, Наталія Яковенко, Владлен Сімкін… Для створення цих об'єктів було використано ряд сучасних технік, у тому числі 3D. У події також взяв участь київський дует Choborops, у складі DJ Boochyaman & Dubmasta.

### Стиль
Найчастіше Куровський працює в змішаних техніках. Його творчості притаманні поєднання «кислотних» кольорів акрилових фарб і «агресивних» колажів з журнальних вирізок, побутових дрібниць, аплікацій, уламків іграшок та ін., психоделічне прикрашання, прийоми імп-арту, оп-арту та фотоманіпуляції. Окрім портретів Куровський, також, зображає символічні сюжети, які увібрали в себе рецепцію болючої і драматичної сучасності. Так серія робіт об'єднаних артпроєктом під назвою «Захисна плівка» звертаються до таких проблем сьогодення як медіа терор, залякування і маніпуляції, теми війни і масового психозу.
Завдяки студійним експериментам з колекцією самплів «Midi Free Studio» виникли перші аудіовізуальні інсталяції Дмитра Куровського: «Стереоскопічна Інтуіція» 2014 р. (із саундтреком Фоа Хока та за участі конструктора Владлена Сімкіна).

#### Перелік виставок та перфомансів
| Дата і місце                                                                                | Назва                      | Техніка                              | Музичний та відео супровід                                                                           |
| 2—16.03.2013 Виставка-презентація Чернігівський обласний художній музей ім. Галагана        | Горизонт залишиться чистим | графіка, живопис, колаж, mixed media | Музична підтримка: DJ Boochyaman. Відео: M'boti Uchacha School                                       |
| 12.04 — 25.04.2013 Галерея РА, Киев, ул. БогданаХмельницкого,32                             | Наши Лица Украдены У Богов | графіка, колаж, mixed media          | Derbastler, Sampled Pictures                                                                         |
| 20—23.07.2014 Галерея «Бункермуз» Тернопіль                                                 | Горизонт залишиться чистим | графіка, живопис, колаж, mixed media | Музична підтримка: DJ Boochyaman. Відео: Sampled Pictures                                            |
| 25.07.2014 Галерея «Бастіон» Івано-Франківськ                                               | Горизонт залишиться чистим | графіка, живопис, колаж, mixed media | Музична підтримка: DJ Boochyaman. Відео: Sampled Pictures                                            |
| 25.07.2014 галерея «Арт на Мур»                                                             | Горизонт залишиться чистим | графіка, живопис, колаж, mixed media | Музична підтримка: DJ Boochyaman. Відео: Sampled Pictures                                            |
| 2015 Музей ім. Шевченко                                                                     |                            |                                      | |
| Галерея «Пласт-арт» Чернігів, 2016                                                          | Готовий до усього          | перфоманс                            | |
| 15.07.2016 — 17.07.2016 мистецька галерея «Дзиґа»                                           | Горизонт залишиться чистим | живопис, графіка, колаж              | Відео Sampled Pictures                                                                               |
| 8—21.12.2017 Галерея «РА» Київ                                                              | Захисна плівка             | Живопис, графіка, асамбляж           | |
| 26.07 — 14.08 2019 BunkerMuz Gallery                                                        | Захисна плівка             |                                      | Foa Hoka dj set                                                                                      |
| 18.08. 2019 Чернігів «Зелена сцена»                                                         | Сокровенності              | Графіка, живопис                     | |
| 14.03.20 Siniy Crab Одеса Приморська 22 (не відбулась)                                      | Сокровенності              | Графіка, живопис, змішана техніка    | Foa Hoka & Dubmasta                                                                                  |
| 10.10.20 Галерея «Пласт-Арт» Чернігів                                                       | Утопія братерства          | Графіка, живопис, змішана техніка    | Перфоманс («квазітеатральне» дійство) — Дмитро Куровський Музичний супровід Фоа Хока & DJ Boochyaman |
| 24.07.2021 Мистецький простір «Підземний Перехід Ваґабундо» Івано-Франківськ вул. Орлика, 7 | Безкрайність насолод       | Графіка, живопис, змішана техніка    | Перфоманс («квазітеатральне» дійство) — Дмитро Куровський Музичний супровід Фоа Хока & DJ Boochyaman |

### Особисте життя
Дмитро взяв шлюб 16 червня 2020 року з актрисою Чернігівського академічного музично-драматичного театру ім. Т. Г. Шевченка Ольгою Ярошенко (Куровською).
26 листопада 2020 року народилася дочка Стефанія.
Онук поета Дмитра Куровського-старшого (1922-1988), син письменниці Лариси Куровської (1949 р.н.).

### Цікаві факти
В 2008 році з галереї «Мистецький арсенал» була вкрадена робота Дмитра Куровського «Портрет режисера Олега Чорного». Роботу досі не вдалось знайти, натомість Куровський у 2009 році створив новий портрет із назвою «Портрет друга», який подарував Олегу Чорному.